# Gemma di Vergy

Wappen des Adelshauses Vergy

Gemma di Vergy ist eine Opera seria (Originalbezeichnung: „tragedia lirica“) in zwei Akten von Gaetano Donizetti über ein Libretto von Giovanni Emanuele Bidera. Die Handlung basiert auf dem Drama Charles VII chez ses grands vassaux („Karl VII. und seine großen Vasallen“) von Alexandre Dumas d. Ä. Die Oper entstand für die Karnevalssaison 1834–1835 in der Mailänder Scala und erlebte ihre Uraufführung am 26. Dezember 1834 mit der berühmten Sopranistin Giuseppina Ronzi de Begnis in der Titelpartie. Im 19. Jahrhundert war Gemma di Vergy eine der beliebtesten Opern Donizettis.
Die Oper sollte nicht verwechselt werden mit Donizettis Gabriella di Vergy, die zu Lebzeiten des Komponisten nie aufgeführt wurde.

## Inhalt
Die Oper spielt in Frankreich mitten im Hundertjährigen Krieg, im Schloss des Grafen von Vergy im Berry. Die Vergy waren ein bedeutendes mittelalterliches Adelsgeschlecht, aus deren Reihen mehrere männliche Mitglieder mehrfach verheiratet waren, aber eine Frau mit dem italienischen Vornamen Gemma existierte nicht. Die Namen in Dumas’ Charles VII chez ses grands vassaux waren ohnehin anders und wurden für die Donizetti-Oper geändert: die Titelfigur Gemma di Vergy heißt bei Dumas „Bérengère de Savoisy“ und der arabische Sklave Tamas „Yaquob“.

### Erster Akt
(Die folgende Inhaltsangabe basiert auf dem Originallibretto.)
Rolando, der Schildknappe des Grafen, bringt aus Avignon ein päpstliches Schreiben mit dem offiziellen Dispens für die Scheidung des Grafen von seiner Frau Gemma. Während Rolando den anwesenden Soldaten und Bogenschützen von der Jungfrau von Orléans erzählt, drückt Guido sein großes Mitleid mit Gemma aus. Als Guido alle auffordert, für Gemma zu beten, kommt es zu einem Streit zwischen Rolando und dem Sarazenen Tamas, weil dieser nicht mitbetet. Tamas ist unglücklich über sein Schicksal als christlicher Gefangener fern seiner Heimat, wofür er Rolando die Schuld gibt; er ist außerdem heimlich in Gemma verliebt. Plötzlich erscheint Gemma und gebietet den Streitenden Einhalt. Als sie von der Rückkehr ihres Mannes erfährt, ist sie überglücklich.
Doch nachdem sich alle anderen zurückgezogen haben, teilt Guido der völlig ahnungslosen Gemma mit, dass ihr Mann sie wegen ihrer Kinderlosigkeit verstoße und eine andere Frau heiraten wolle, und dass Gemma sich in ein Kloster zurückziehen solle. Gemma fällt aus allen Wolken und reagiert mit hilfloser Verzweiflung und Trauer.
Inzwischen hat Tamas Rolando im Streit erstochen und legt den blutigen Dolch ganz in Gedanken auf einen Tisch. Er träumt davon Gemma zu rächen und dann sich selbst umzubringen.
Der Graf erscheint. Als er den blutigen Dolch entdeckt, glaubt er im ersten Moment, Gemma habe sich aus Verzweiflung das Leben genommen, und hat Schuldgefühle. Als er erfährt, dass sie lebt, ist er zwar erleichtert, will jedoch, dass sie umgehend das Schloss verlässt, damit er problemlos seine neue Braut empfangen kann.
Im Gerichtssaal muss sich Tamas vor dem Grafen für den Mord an Rolando verantworten. Da der Graf begreift, das der Sarazene unglücklich ist, schlägt er diesem aus Mitleid vor, er solle in seine Heimat zurückgehen und bietet ihm Geld an. Doch Tamas schlägt das Angebot aus und sagt dem Grafen offen ins Gesicht, dass er ihn ermorden wolle. Im nun folgenden Tumult droht Tamas sich umzubringen. Plötzlich tritt Gemma dazwischen, verhindert den Selbstmord und bittet um Gnade für Tamas. Voller Trauer stellt sie den Grafen wegen ihrer plötzlichen Trennung zur Rede und fällt vor ihm auf die Knie, aber als dieser hart bleibt, schlagen ihre Gefühle in Hass um.

### Zweiter Akt
Guido hat mittlerweile dafür gesorgt, dass Gemma das Schloss verlässt, und überreicht dem Grafen von Vergy in ihrem Auftrag Gemmas Ehering als Andenken. Als er von ihrer Trauer berichtet, steigen im Grafen Erinnerungen auf, und er ist gerührt. Erst der Gedanke an seine zukünftigen Kinder tröstet ihn.
Ida, die neue Braut des Grafen, ist inzwischen angekommen. Gemma erscheint ganz in Schwarz und gibt sich der naiven Ida gegenüber anfangs als ihre eigene Dienerin aus, bis sie in offene Empörung ausbricht und ihrer Rivalin vorwirft, ihr den Mann gestohlen zu haben. Als der Graf Ida zu Hilfe eilen will, eskaliert der Streit, und Gemma droht, Ida umzubringen. Da tritt unerwartet Tamas hinzu und nimmt Gemma den Dolch weg, um sie vor einer Tat zu bewahren, die sie später bereuen würde. Alle vier sind in hellster Aufregung.
Nachts ist Gemma allein im Schloss. Tamas erscheint und schlägt ihr vor, mit ihm zu fliehen, was sie zuerst ablehnt. Als er ihr klarmacht, dass in der Schlosskirche bald die Hochzeit des Grafen mit Ida gefeiert wird, kann Gemma dies zuerst nicht glauben, fordert ihn aber dann auf, sie umzubringen. Da Tamas sie liebt, lehnt er dies ab; zwar macht er Andeutungen über seine Gefühle, aber Gemma begreift nicht. Schließlich willigt Gemma in die Flucht ein.
Wieder allein, hört Gemma von weitem den Beginn der Hochzeitszeremonie. Sie ist halbwahnsinnig vor Verzweiflung, verflucht das Brautpaar, aber als die Hochzeitsglocken erklingen, weiß sie nicht mehr, wo sie ist, und findet schließlich Frieden im Gebet. Plötzlich tauchen Guido, Ida und ihr Gefolge mit Fackeln auf, und Gemma erfährt, dass Tamas den Grafen ermordet hat. Bevor Tamas sich selber ersticht, gesteht er, dass er es aus Liebe zu Gemma getan hat. Alle sind entsetzt, und Gemma beteuert ihre Unschuld und bittet den Himmel um Hilfe.

## Musikalische Gestaltung

### Struktur
- Sinfonia

Erster Akt
- Nr. 1 – Introduzione und Cavatina der Gemma: Qual guerriero sul bruno destriero – Una voce al cor d’intorno (Guido, Coro, Rolando, Tamas, Gemma)
- Nr. 2 – Duett Gemma, Guido: Ripudiata? Me infelice!
- Nr. 3 – Chor und Cavatina des Grafen: Lode al forte guerriero, ed onore – Qui un pugnale! Chi’ l confisse (Chor, Conte, Guido)
- Nr. 4 – Finale I: Assassino, che il ferro immergesti (Chor, Tamas, Guido, Conte, Gemma)

Zweiter Akt
- Nr. 5 – Chor, Scena und Aria des Grafen: Come luna, che al tramonto (Chor, Ida, Conte, Guido)
- Nr. 6 – Chor und Quartett: Vieni, o bella, e ti ristora – Rea cagion de’ mali miei (Chor, Gemma, Ida, Conte, Tamas)
- Nr. 7 – Chor und Duett Gemma & Tamas: D’Ida è pari la beltà – Non è ver: non è quel tempio (Chor, Gemma, Tamas)
- Nr. 8 – Aria Finale der Gemma: Fian mia cura insino a morte (Gemma, Guido, Ida, Tamas, Chor)

### Besonderheiten

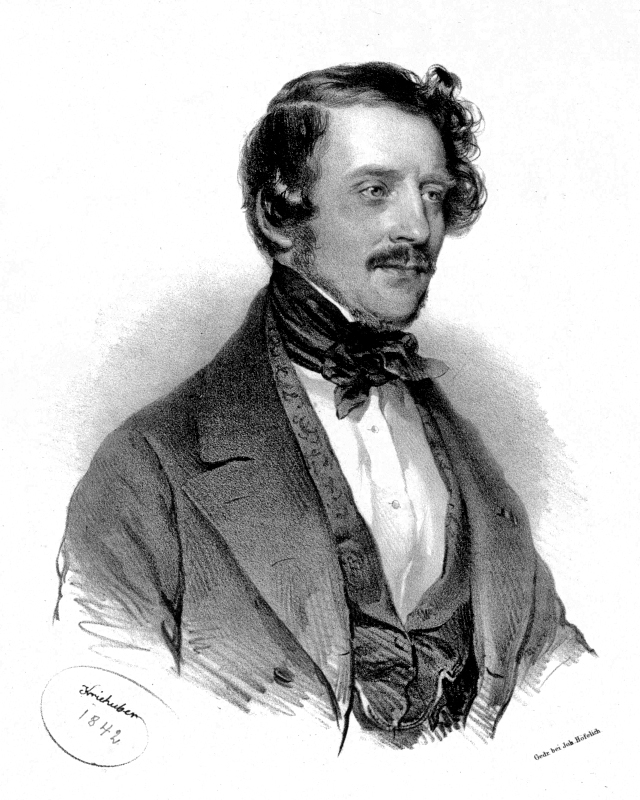
Gaetano Donizetti

Gemma di Vergy entstand während einer Phase Donizettis und der italienischen Oper, die sich durch sehr ausdrucksvolle Melodik von einer besonderen Süße (dolcezza) auszeichnet, unterstützt durch eine entsprechende Instrumentierung. Man kann mit einem gewissen Recht von „Melodienseligkeit“ sprechen. Der spezielle Stil dieser Oper erinnert teilweise an Donizettis nur ein Jahr zuvor ebenfalls für Mailand komponierte Lucrezia Borgia (UA am 26. Dezember 1833), dabei ist Gemma di Vergy jedoch musikalisch mehr aus einem Guss. Das Kolorit der Oper setzt sich aus zwei sehr gegensätzlichen Charakteren zusammen: einer sehr lebhaften, spritzigen und leichtfüßigen Feststimmung, die im Kontrast zu den ausgesprochen lyrischen, melancholischen, wohlgeformten und lang ausgesponnenen Melodiebögen à la Bellini stehen. Diese beiden Stimmungen erklingen nicht nur abwechselnd, sondern vor allem im ersten Akt oft auch gleichzeitig, womit Donizetti z. B. in der Introduzione einen sehr schönen Effekt erzielt, wenn der Bass Guido mit einer langen Kantilene die verstoßene Gemma bemitleidet, während Rodrigo und der Chor über die Jungfrau von Orléans in einem kurz abgestoßenen Parlando sprechen. Im zweiten Akt setzen sich inhaltsbedingt die melancholischen und tragischen Töne immer mehr durch, obwohl Donizetti auch hier in diversen Chören die Vorfreude auf die Hochzeit des Grafen mit Ida besingen lässt, und dadurch immer wieder Kontraste setzt.
Die Titelfigur der Gemma durchlebt zwar widersprüchlichste Gefühle, ist jedoch anders als z. B. Donizettis schillernde und gefährliche Lucrezia Borgia ein grundsätzlich unschuldiger und sympathischer Charakter, ein Opfer schicksalhafter Umstände. Die sehr anspruchsvolle Partie schrieb Donizetti seiner Lieblingssängerin Giuseppina Ronzi de Begnis auf den Leib, die hier ein ideales Betätigungsfeld für ihre außergewöhnlichen expressiven und sängerischen Qualitäten fand. Die Tessitura der Gemma liegt relativ hoch und verlangt eine in jeder Hinsicht sehr bewegliche Stimme, die die anmutigen Verzierungen und langen Melodiebögen mit Ausdruck erfüllen kann. Montserrat Caballé fand die Partie sogar schwieriger als Bellinis Norma und meinte, eine Gemma sei drei Normas wert – in Anspielung an Lilli Lehmanns bekannten Ausspruch, dass eine Norma drei Wagner-Brünnhilden wert sei!
Musikalische Höhepunkte der Oper sind das Finale des ersten Aktes und Gemmas große Scena mit Preghiera und Aria finale am Ende des zweiten Aktes, wo die Darstellerin die verschiedensten oft gegensetzlichen Gefühle (wie in einer Wahnsinnsszene) ausdrücken muss.
Auch für die tiefen Männerstimmen (Guido und den Conte) schuf Donizetti hier wundervolle und sorgfältig aufgebaute Arien voller Lyrismus und Ausdruckskraft. Die eher kleine, wenn auch dramaturgisch entscheidende Tenor-Rolle des sarazenischen „Sklaven“ Tamas, der als unglücklicher und von Anfang an selbstmordgefährdeter Außenseiter dargestellt wird, der sich in heimlicher Liebe zu seiner (nichts ahnenden) „Herrin“ Gemma verzehrt und schließlich sogar einen Mord begeht, weil er glaubt, dass er ihr damit hilft, kann als ein Vorläufer von Verdis Außenseiterfiguren des buckligen Hofnarrs Rigoletto und der Zigeunerin Azucena in Il trovatore gelten. Freilich hat Verdi seinen Figuren 20 Jahre später etwas mehr Gewicht verliehen. Die Cabaletta des Tamas „Mi togliesti a un sole ardente“ (Akt I) spielte ab 1847 eine symbolische Rolle im italienischen Risorgimento (siehe unten: Werkgeschichte). Auch in musikalischer Hinsicht weist die Oper in mancherlei Hinsicht auf Verdi voraus.

Bekannte Sängerinnen der Titelpartie „Gemma di Vergy“
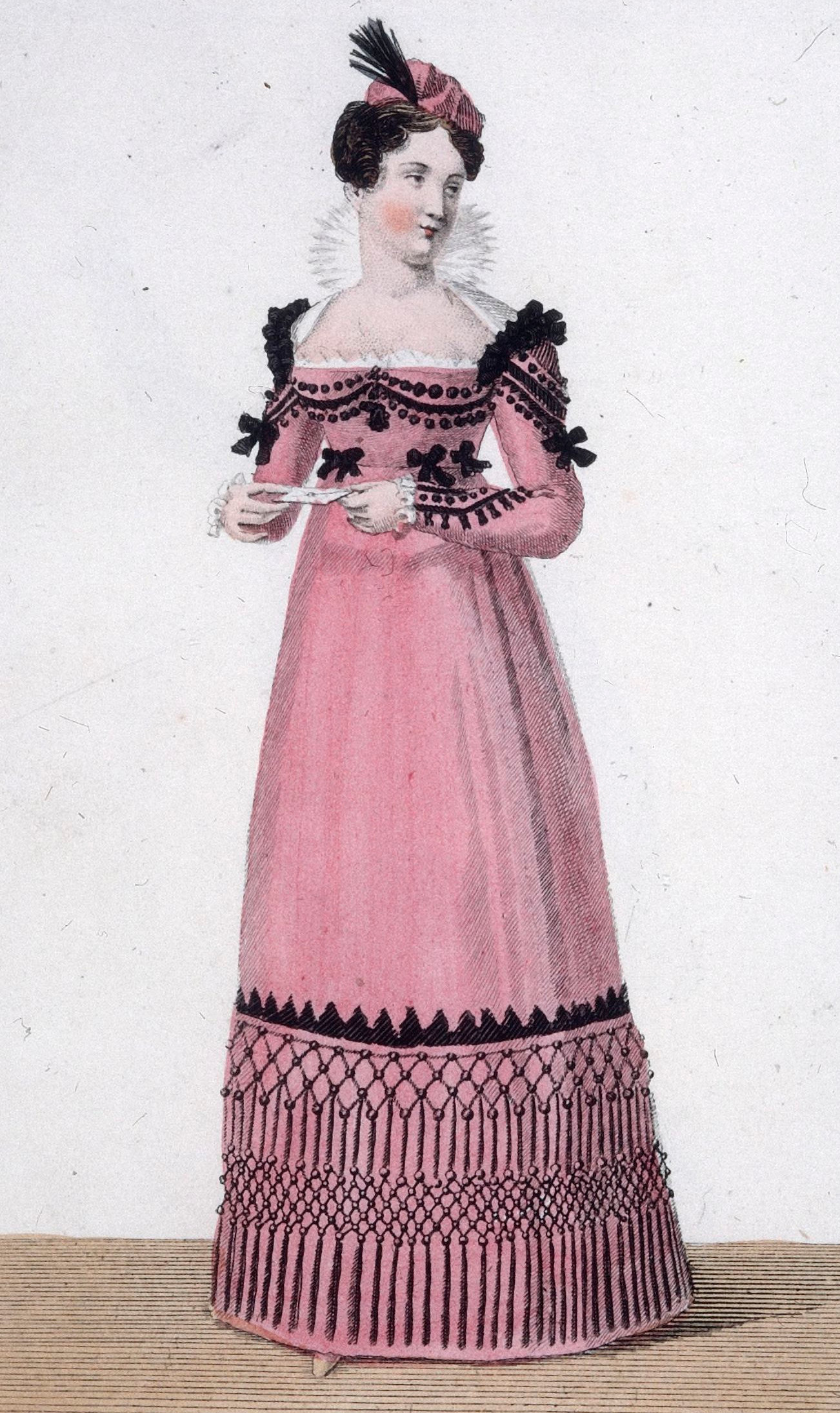
Giuseppina Ronzi de Begnis (Mailand 1834, Rom 1836, Venedig 1839 und 1840)
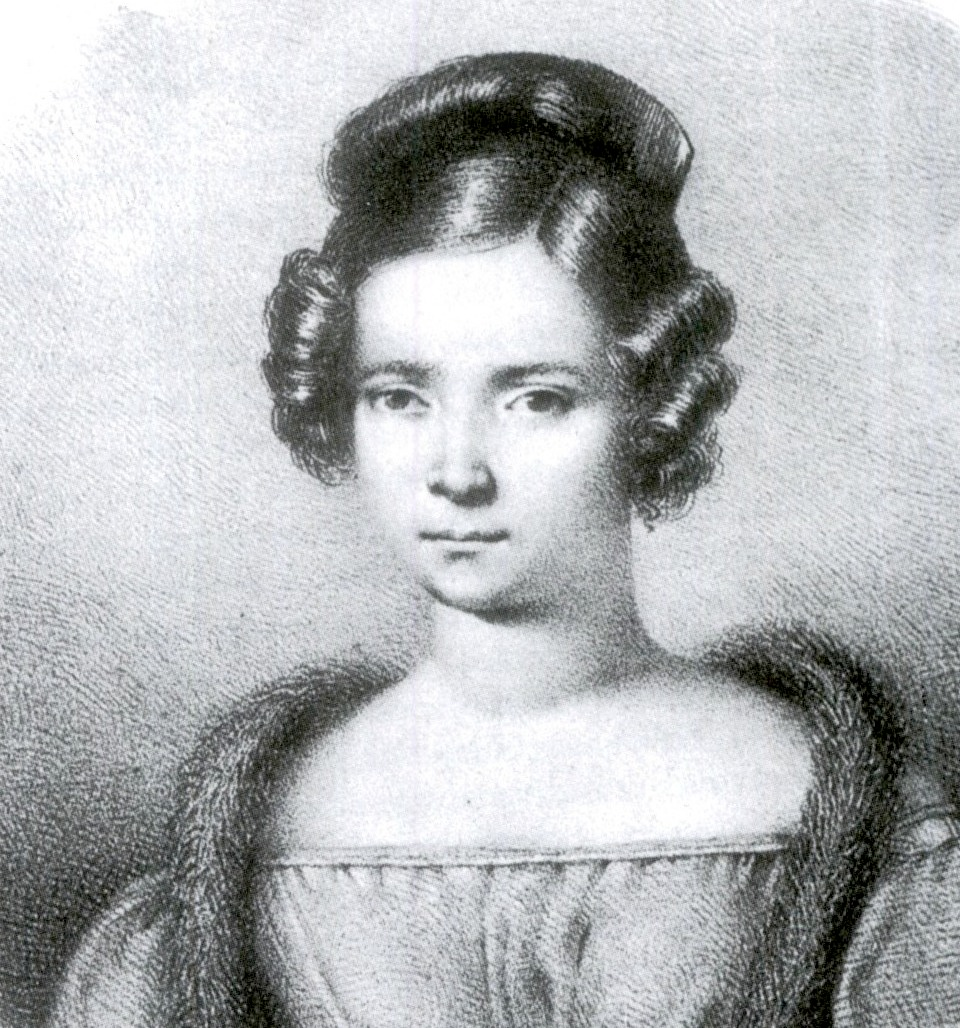
Luigia Boccabadati (Parma 1836 und Verona 1838)
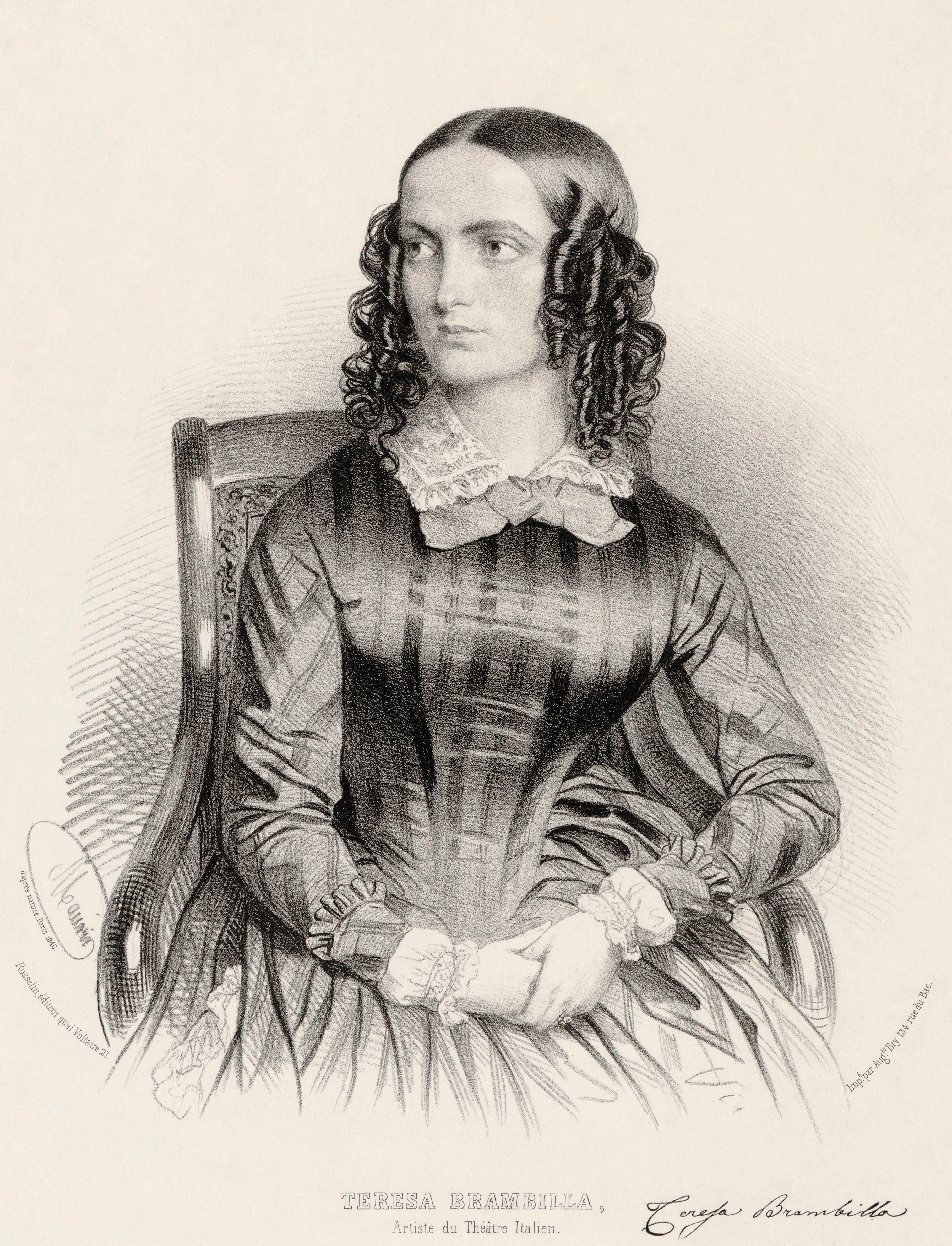
Teresa Brambilla (Turin 1839)
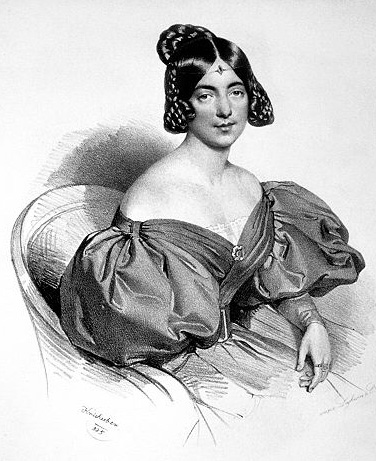
Eugenia Tadolini (Genua und Reggio Emilia 1840)
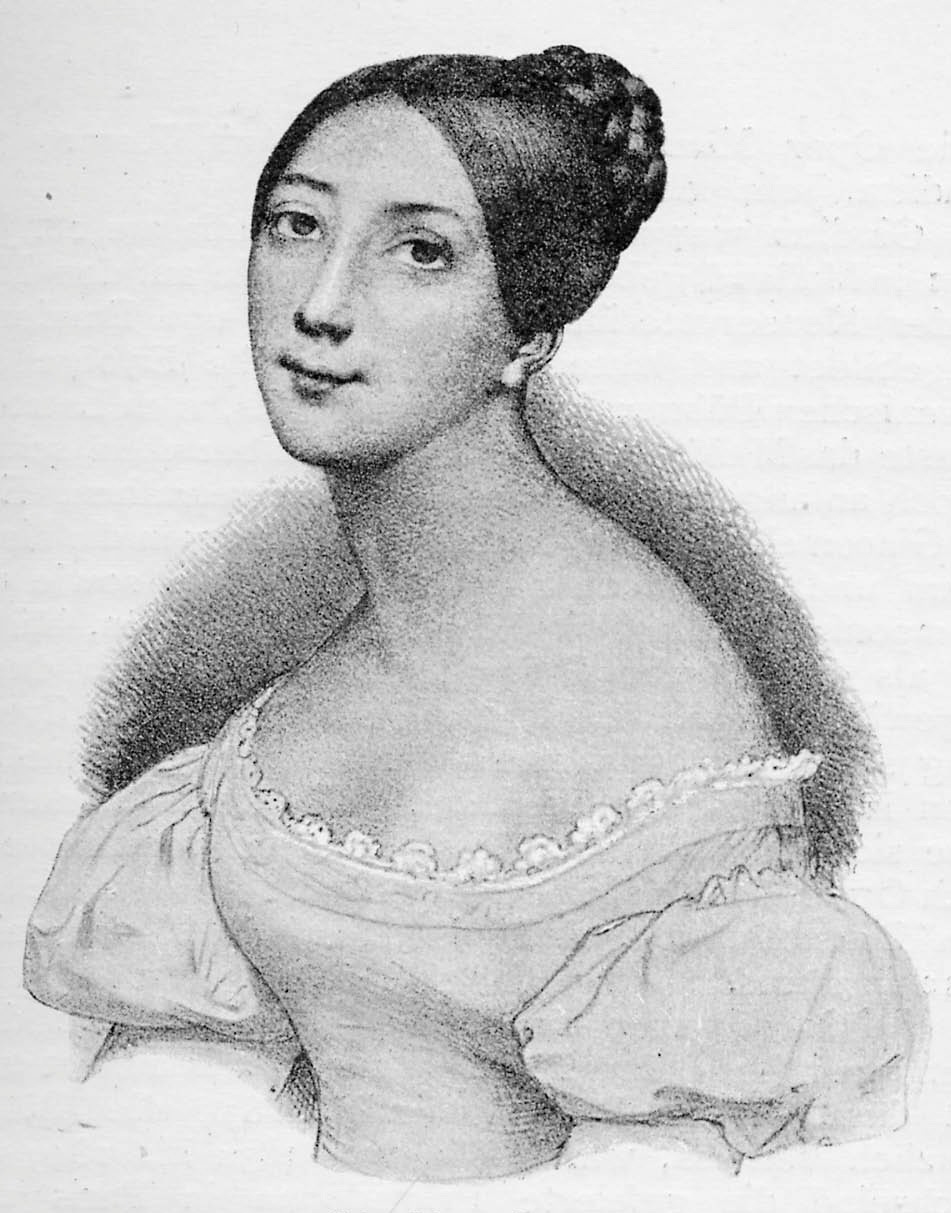
Giulia Grisi (Paris 1845–46)

## Werkgeschichte

### Entstehung und Uraufführung
Die Oper entstand kurz nach Donizettis unerfreulichen Erfahrungen mit dem neapolitanischen Verbot seiner Opern Lucrezia Borgia und Maria Stuarda. In Hinblick auf die Zensur wählte Donizetti das Sujet der neuen Oper diesmal besonders sorgfältig aus und es stand etwa zu Anfang oder Mitte Oktober 1834 fest. Normalerweise hätte das Libretto Felice Romani, der Hauslibrettist der Scala, schreiben sollen, doch dieser hatte nach Lucrezia Borgia den Kontakt zu Donizetti abgebrochen. Der Komponist wandte sich daher an Emanuele Bidera, mit dem er ohnehin in Neapel bequemer zusammenarbeiten konnte – auch wenn dafür ein besonderer Dispens nötig war. Mit der Zensur gab es diesmal keine Probleme und die Proben konnten am 4. Dezember beginnen.
In der Uraufführung am 26. Dezember 1834 sangen Giovanni Orazio Cartagenova (Conte di Vergy), Giuseppina Ronzi de Begnis (Gemma), Felicita Baillou-Hillaret (Ida), Domenico Reina (Tamas), Ignazio Marini (Guido) und Domenico Spiaggi (Rolando). Gemma di Vergy war ein Erfolg und erlebte in der ersten Spielzeit 26 Aufführungen. Donizetti selber reiste bereits fünf Tage nach der Premiere, am 31. Dezember, zu einem ersten Aufenthalt in Paris ab, um dort seinen Marin Faliero aufzuführen.

### Erfolg im 19. Jahrhundert
Die Oper erlebte allein in den folgenden 30 Jahren bis in die 1860er Jahre über 100 nachweisbare Produktionen und war damit eine der beliebtesten Opern von Donizetti. Die Ronzi de Begnis sang die Rolle später nochmals in Rom (1836, Teatro Valle) und Venedig (1839 im Teatro Malibran, und 1840 im La Fenice). Andere bekannte Interpretinnen der Titelrolle waren Luigia Boccabadati (Parma 1836 und Verona 1838), Teresa Brambilla (Turin 1839) und Eugenia Tadolini (Genua und Reggio Emilia 1840). Im Théâtre-Italien in Paris sang Giulia Grisi die Gemma 1845–46 an der Seite des berühmten Baritons Giorgio Ronconi (als Conte di Vergy).
Gemma di Vergy spielte (ähnlich wie Bellinis Norma) eine gewisse Rolle bei den italienischen Freiheitsbestrebungen, und wurde zu einer Art Symbol des Risorgimento: Kurz vor den Unruhen der 1848er Revolution kam es während einer Aufführung der Oper in Palermo zu einem Aufstand, währenddessen die Primadonna Teresa Parodi sich eine Trikolore ansteckte. Auslöser für diese Revolte waren im ersten Akt die Worte des Tamas: „Mi togliesti e core e mente,/ Patria, Numi e libertà“ („Du nahmst mir Herz und Verstand,/ Vaterland, Götter und Freiheit“). Auch in anderen Städten Italiens wiederholten sich ähnliche Vorfälle bei Aufführungen von Gemma di Vergy.
Laut Ashbrook verlor die Oper erst in den 1880er Jahren an Popularität und wurde wahrscheinlich 1901 in Empoli zum letzten Mal gegeben, bevor sie für ein Dreiviertel-Jahrhundert von den Bühnen verschwand.

### 20. und 21. Jahrhundert

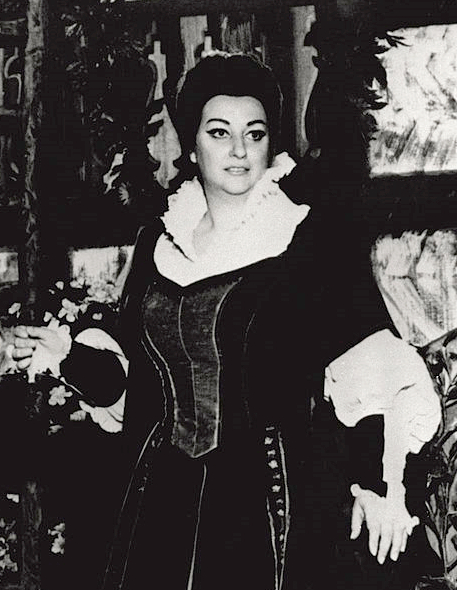
Montserrat Caballé 1969

Im 20. Jahrhundert machte sich der katalanische Sopran Montserrat Caballé um eine Wiederbelebung von Gemma di Vergy verdient: zusammen mit anderen Raritäten von Donizetti nahm sie 1968 die Auftrittsarie der Gemma auf, später gehörte die ganze Partie zu ihren Glanzrollen, die sie in den 1970er Jahren mehrmals in verschiedenen Produktionen sang. Von Aufführungen mit der Caballé in Neapel (1975), Paris und New York (1976) existieren Live-Mitschnitte auf CD (siehe unten).
Gemma di Vergy wurde 1987 auch beim Donizetti Festival in Bergamo aufgeführt, mit Adriana Maliponte als Gemma, Nucci Condò (Ida), Ottavio Garaventa (Tamas), Luigi De Corato (Conte di Vergy), Agostino Ferrin (Guido). Von dieser Produktion gibt es einen Live-Video-Mitschnitt auf dem Markt (siehe unten).
Eine bedeutende Interpretation der Aria finale der Gemma wurde 1997 passend zum 200. Geburtstag von Donizetti von der berühmten Koloratursopranistin und Donizetti-Interpretin Edita Gruberová aufgenommen (siehe unten).
2011 gab es eine weitere Produktion im Teatro Donizetti in Bergamo, bei welcher ein von Livio Aragona (Fondazione Donizetti) nach Donizettis Autograph revidierter Notentext verwendet wurde. Die Hauptrollen sangen Maria Agresta als Gemma, Gregory Kunde als Tamas, Mario Cassi als Conte di Vergy und Leonardo Galeazzi als Guido; es dirigierte Roberto Rizzi Brignoli.
Trotz ihrer musikalischen Qualitäten kann diese Oper nach wie vor als fast vergessen gelten, sie erlebte bisher (Stand 2019) noch keine ähnliche Renaissance wie Donizettis Anna Bolena, Maria Stuarda oder Lucrezia Borgia.

## Aufnahmen

### Bedeutende Einzelinterpretationen
- Montserrat Caballé: Auftrittsarie der Gemma „Lascia Guido … Una voce al cor … Egli riede“, im 3er-CD-Set: Montserrat Caballé: Rossini, Donizetti, Verdi – Rarities, mit dem Ambrosian Opera Chorus und dem London Symphony Orchestra unter Carlo Felice Cillario. Aufnahmen ursprünglich von 1968–70, remastered von BMG/RCA 1992.
- Edita Gruberová: (Sinfonia) Recitativo, Preghiera und Aria finale der Gemma „Eccomi sola alfine … un altare …“, auf der CD: Edita Gruberova – Donizetti Portraits, mit dem Münchner Rundfunkorchester unter Elio Boncompagni, Nightingale Classics, 1996/97.

### Gesamtaufnahmen
- Montserrat Caballé, Bianca Maria Casoni, Giorgio Casellato Lamberti, Renato Bruson, Mario Rinaudo, Orchester und Chor des Teatro San Carlo von Neapel unter Armando Gatto. Als LP: UORC 282, Historical Operatic Treasure ERR 137, MRF RECORDS 122-S. Als CD: MYTO MCD 952.124, Opera d’Oro OPD 1379, Premiere Opera Ltd. CDNO 10562 (Live-Mitschnitt aus dem San Carlo, Neapel, 1975)[24]
- Montserrat Caballé, Natalya Chudy, Luis Lima, Louis Quilico, Paul Plishka, Eve Queler, Schola Cantorum und New York Opera Orchestra. Als LP: Columbia MS 34575, CBS «Masterworks» 79303 (Live-Mitschnitt aus der Carnegie Hall, New York, 1976)
- Montserrat Caballé, Anna Ringart, Luis Lima, Juan Pons, Vicente Sardinero, Nouvel Orchestre Philharmonique et Choeur de Radio France, Armando Gatto (Dirigent). Als LP: Rodolphe 12499. Als CD: Rodolphe RPC 32499-500, MYTO 952.124 (1995), Agorà 501 (Live-Mitschnitt Paris 1976)
- Adriana Maliponte, Nucci Condò, Ottavio Garaventa, Luigi De Corato, Agostino Ferrin, Coro e Orchestra Sinfonica della RAI di Milano, Gerd Meditz (Dirigent). Als DVD: House of Opera DVDCC 601 (2005) (Live-Video-Mitschnitt aus dem Teatro Donizetti, Bergamo, 7. Oktober 1987)
- Maria Agresta, Kremena Dilcheva, Gregory Kunde, Mario Cassi, Leonardo Galeazzi, Chor und Orchester des Bergamo Musica Festivals, Roberto Rizzi Brignoli (Dirigent). Als DVD: Bongiovanni 20024 (2013) (Live-Video-Mitschnitt aus dem Teatro Donizetti, Bergamo, 2011)